# Cirkeldefinition
Cirkeldefinition är en typ av definition som använder termen/termerna som ska definieras som en del av beskrivningen – eller antar att termen/termerna som beskrivs redan är kända. Det finns flera typer av cirkeldefinition, och flera sätt att karakterisera termen: pragmatisk, lexikografisk och språklig. Cirkeldefinitioner är relaterade till cirkelresonemang genom att de båda intar ett självrefererande förhållningssätt. Exempel: Med cirkel menas en yta som begränsas av en cirkels omkrets.

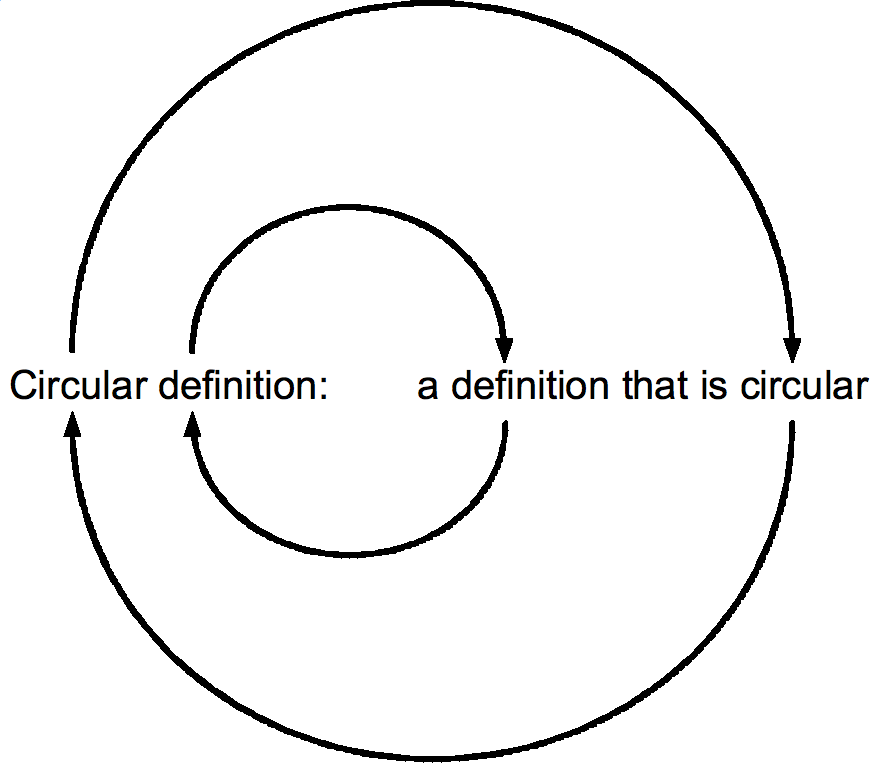
Cirkulär definition av "cirkeldefinition"

Cirkeldefinitioner kan vara onyttiga om publiken antingen redan förväntas känna till betydelsen av nyckeltermen eller om termen som ska definieras används i själva definitionen.
Inom lingvistik är en cirkeldefinition en beskrivning av betydelsen av ett lexem som är konstruerat med hjälp av ett eller flera synonyma lexem som alla är definierade i termer av varandra.

## Tillvägagångssätt för att karakterisera cirkeldefinitioner

### Pragmatisk
Ur en pragmatisk synvinkel kan cirkeldefinitioner karakteriseras i termer av ny, användbar eller hjälpande information. En definition är bristfällig om publiken antingen redan måste känna till innebörden av nyckelbegreppet, eller om termen som ska definieras används i själva definitionen. Sådana definitioner leder till ett behov av ytterligare information som motiverar någon att titta på definitionen i första hand och därmed bryter mot principen om att tillhandahålla ny eller användbar information. Här är några exempel:
- Anta att vi definierar "ek" som ett träd som har ekollon och som växer från en ekollon, och sedan definierar "ekollon" som nöten som produceras av en ek. För någon som inte vet vilka träd som är ekar och inte heller vilka nötter som är ekollon är definitionen otillräcklig.

- Om någon vill veta vad en mobiltelefon är, kommer det inte att vara särskilt upplysande att berätta för dem att det är en "mobiltelefon". Mycket mer användbart skulle vara att förklara begreppet en cell i samband med telekommunikation, eller åtminstone att hänvisa till portabilitet.

- På samma sätt är det föga hjälpsamt att definiera dialektisk materialism som "materialism som involverar dialektik".

Följaktligen, när de konstruerar system av definitioner, bör författare använda god praxis som undviker att producera illvilliga cirkeldefinitioner. I många elevers ordböcker reduceras cirkeldefinitioner avsevärt genom att skriva definitioner med endast orden i ett begränsat definierande ordförråd.

### Lexikografisk
Ur en lexikografisk synvinkel är den enklaste formen av cirkeldefinition i en ordbok när det gäller synonymer, och antalet steg för att sluta definitionskedjan till en cirkel är känt som djupet av cirkeldefinitionen. Cirkeldefinitionen "objekt: en sak" → "sak: ett objekt" är en cirkeldefinition med ett djup på två. Cirkeldefinitionen "objekt: en sak" → "sak: en entitet" → "entitet: ett objekt" har ett djup på tre.

"Four legs" är ett enkelt exempel på differentia specifica.

Den klassiska "genus-difference" ordboksdefinitionen är i termer av närmaste slag (Släkte Proximum) och specifika skillnader (Differentia specifica). Denna beskrivning av släktskillnaden kan vara inblandad i att ta fram cirkeldefinitioner av del- och slagsrelationer, till exempel: "kratta: ett redskap med tre eller flera pinnar" → "pinne: en del av en kratta". Men om mer specifika skillnader läggs till, kan effekten av cirkuläritet försvinna: "kratta: ett trädgårdsredskap med ett långt handtag med tre eller flera pinnar anordnade på tvärbalken i 90° mot handtaget och pinnarna i 90° mot båda tvärbalkarna och hantera". I detta fall är "pinne" mest användbart definierad med hänvisning till "kratta", men med ytterligare skillnader som ger jämförelsepunkter, till exempel: "pinne: en skarp spik i slutet av en kratta". I praktiken används ofta ett pragmatiskt tillvägagångssätt när man beaktar effekterna av cirkuläritet i ordboksdefinitioner.

### Matematisk
Formella metoder för att karakterisera cirkeldefinitioner finns i logik, matematik och datavetenskap. En gren av matematiken som kallas icke-välgrundad mängdteori konstruktion av cirkulära mängder. Cirkulära mängder är bra för modelleringscykler och trots fältets namn är detta område av matematik välgrundat. Datavetenskap gör det möjligt att definiera procedurer med hjälp av rekursion. Sådana definitioner är inte cirkulära så länge de upphör.

## Cirkulära lexikografiska (lexikon) definitioner
Ordboksposter ges ofta som exempel på uppenbara cirkeldefinitioner. Ordboksproduktion, som ett projekt inom lexikografi, bör inte förväxlas med en matematisk eller logisk aktivitet, där att ge en definition för ett ord liknar att tillhandahålla en förklaring till en förklaring i ett sammanhang där utövare förväntas använda ett deduktivt system. Medan ur ett språkpreskriptivistiskt perspektiv kan vilken ordbok som helst tros diktera korrekt användning, men den språkliga deskriptivisten perspektivet inser att det att slå upp ord i ordböcker inte i sig är en regelföljande praxis oberoende av ge-och-ta av att använda ord i sitt sammanhang. Således är exemplet på en definition av ek som ges ovan (något som har ekollon och växer från ekollon) inte helt värdelöst, även om "ekollon" och "katt" definieras i termer av "ek", i det att det tillhandahåller ytterligare begrepp (t.ex. begreppet kattunge) i definitionen.
Även om en ordbok kan producera en "cirkel" bland termerna "ek", "katt" och "ekollon", används var och en av dessa i olika sammanhang (till exempel de som är relaterade till växter, träd, blommor och frön) som genererar ständigt förgrenade nätverk av användningsområden. I ett annat fall kan det skapa en sann cirkel. Som helhet är ordböcker cirkulära eftersom varje ord definieras i termer av ord som också finns i ordboken. En person kan inte plocka upp en (utländsk) ordbok och ha någon nytta av den om man inte redan vet innebörden av en minimal delmängd av ett antal ord utan att behöva gå till ordboken för dess betydelse.) 
En cirkeldefinition smög sig in i den klassiska definitionen av död som en gång var "det permanenta upphörandet av flödet av vitala kroppsvätskor", vilket väckte frågan "vad gör en vätska vital?"
Definitioner i lexikografi kan vara brett eller snävt cirkulära. Snävt cirkulära definitioner definierar helt enkelt ett ord i termer av ett annat. En brett cirkulär definition har en större cirkel av ord. Till exempel definieras definitionen av det primära ordet med två andra ord, som definieras med två andra ord etcetera, vilket skapar en definitionskedja. Detta kan fortsätta tills det primära ordet används för att definiera ett av orden som används i kedjan, vilket sluter den vida cirkeln av termer. Om alla definitioner förlitar sig på definitionerna av andra ord i en mycket stor, men ändlig kedja, så är alla textbaserade definitioner i slutändan cirkulära. Förlängning (semantik) till de faktiska saker som refererande termer som substantiv står för, förutsatt att enighet om referens uppnås, är en metod för att bryta denna cirkularitet, men detta ligger utanför kapaciteten för en textbaserad definition. 

## Lingvistik
Språkligt sett är en cirkeldefinition en beskrivning av betydelsen av ett lexem som är konstruerat med hjälp av ett eller flera synonyma lexem som alla är definierade i termer av varandra.